# Meant to Live
Meant to Live — первый сингл альтернативной американской группы Switchfoot. В США достиг #5 позиции в Modern Rock Tracks, #7 в U.S. Top 40 radio , и 18 позиции в Billboard Hot 100. Первый композиция группы, записанная под мейджор-лейблом. Композиция дебютировала в альбоме The Beautiful Letdown. Кроме того использовалась в фильме Человек-паук 2. В апреле 2005 года сингл получил платиновый диск. Первый официальный сингл Switchfoot, считающийся прорывом в их творчестве.

## История создания/Смысл
Слова песни были созданы по мотивам поэмы Томаса Элиота «Бесчувственные мужчины». Большое влияние на сингл оказал роман Джона Стейнбека «О мышах и людях».
Йон Форман так комментирует слова этой песни:
Быть может, ребёнок в песне - это я, надеющийся, что я говорю о большем, чем простые доводы и неудачные попытки полететь. Что-то глубоко во мне жаждет красоты, правды. Я хочу большего, чем быть продаваемым, я хочу жить.
Кроме того, по словам Йона Формана, к созданию данного сингла группу подтолкнула композиция U2 «I Still Haven't Found What I'm Looking For».

## Список композиций

### Великобритания. CD-сингл
1. Meant to Live (Альбомная версия)
2. On Fire (Концертная запись)
3. Beautiful Letdown (Концертная запись)
4. Meant to Live

### 7» Vinyl (bandfarm)
1. Meant to Live (Альбомная версия)
2. Monday Comes Around

## Позиции в чартах
| Chart                                             | Position |
| ------------------------------------------------- | -------- |
| US Billboard Hot 100                              | #18      |
| US Modern Rock Tracks                             | #5       |
| US Top 40 Mainstream                              | #7       |
| US Mainstream Rock Tracks                         | #36      |
| Pop 100                                           | #5       |
| US Adult Top 40/Hot Adult Contemporary            | #5       |
| US Adult Top 40/Hot Adult Contemporary Recurrents | #2       |
| US Hot Digital Tracks                             | #12      |